# Glossocarya scandens
Glossocarya scandens là một loài thực vật có hoa trong họ Hoa môi. Loài này được (L.f.) Trimen mô tả khoa học đầu tiên năm 1885.